# Hecalus nervosus
Hecalus nervosus är en insektsart som beskrevs av Melichar 1903. Hecalus nervosus ingår i släktet Hecalus och familjen dvärgstritar. Inga underarter finns listade i Catalogue of Life.